# Péter Csaba
Péter Csaba, född 7 november 1952 i Cluj-Napoca, Transsylvanien, är en ungerskättad violinist och dirigent bosatt i Frankrike och verksam i Sverige och Finland.